# Consumismo
O consumismo é um estilo de vida orientado por uma crescente propensão ao consumo de bens ou serviços, em geral supérfluos, em razão do seu significado simbólico (prazer, sucesso, felicidade), frequentemente atribuído pelos meios de comunicação social. O termo é muitas vezes associado à crítica do sociólogo e economista Thorstein Veblen, à cultura de massa e à indústria cultural.
O conceito mais antigo de "consumo conspícuo" tem origem na virada do século XX nos escritos de Veblen. O termo descreve uma forma aparentemente racional e confusa de comportamento econômico. Segundo Veblen, esse consumo desnecessário é uma forma de exibição do status, muitas vezes às custas das privações. A expressão "consumo conspícuo", que descrevia o consumismo observado nos Estados Unidos no pós-guerra, generalizou-se na década de 1960, mas logo foi ligada ao debate sobre a cultura de massa.

## Consumo e consumismo

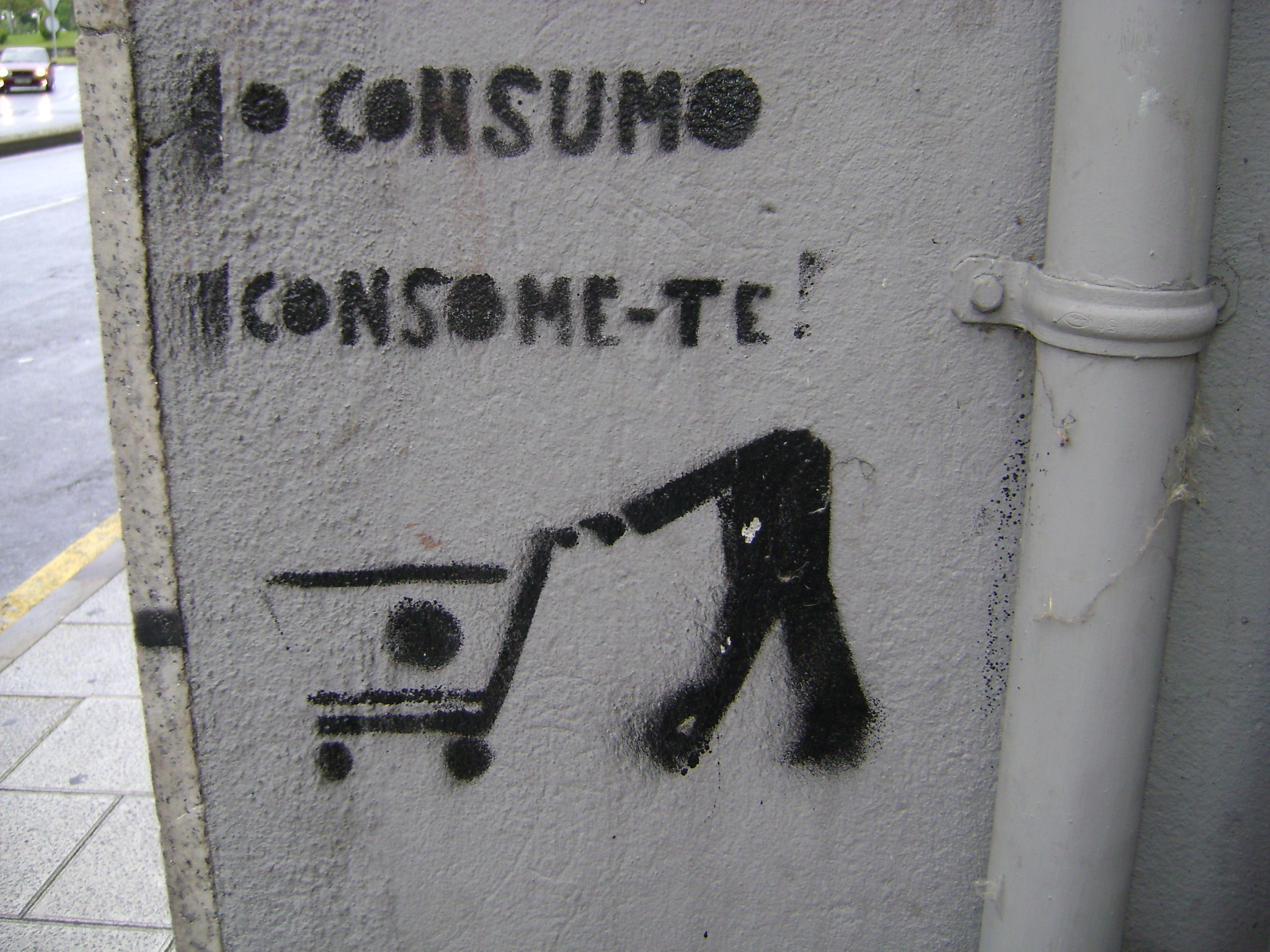
Estêncil anticonsumista

A diferença entre o consumo e o consumismo é que no consumo as pessoas adquirem somente aquilo que lhes é necessário. Já o consumismo, na definição da palavra, se caracteriza pelos gastos excessivos em produtos supérfluos. A necessidade de consumo pode vir a tornar-se uma compulsão, uma patologia comportamental. Pessoas compram compulsivamente coisas de que necessariamente não precisam. O vício e a compra desenfreada são exemplos de compulsão, um consumo não movido por uma necessidade objetiva, mas por um desejo de possuir algo cujo significado é essencialmente simbólico.
A explicação da compulsão de consumo talvez possa se amparar em bases históricas. O mundo nunca mais foi o mesmo após a Revolução Industrial. A industrialização agilizou o processo de fabricação, o que não era possível durante o período artesanal. A indústria trouxe o desenvolvimento, num modelo de economia liberal, que hoje leva ao consumismo alienado de produtos industrializados. Por outro lado, o setor rural entrou em decadência, onde pessoas que possuíam alta jornada de trabalho (16 horas por dia, 6 dias por semana) não ganhavam renumeração suficiente para consumir. Além disso, trouxe também várias consequências negativas por não se ter preocupado com o meio ambiente. A Revolução Industrial do século XVIII transformou de forma sistemática a capacidade humana de modificar a natureza, o aumento vertiginoso da produção e por consequência da produtividade barateou os produtos e os processos de produção, com isso milhares de pessoas puderam comprar produtos antes restritos às classes mais ricas.
A sociedade capitalista da atualidade é marcada por uma necessidade intensa de consumo, seja por meio dos mercados internos, seja por meio dos mercados externos, já que um aumento do consumo, registra-se uma maior necessidade de produção, que para atender a esta demanda gera cada vez mais empregos, que aumentam a renda disponível na economia e que acaba sendo revertida para o próprio consumo. O excesso de todo este processo leva a uma intensificação da produção e consequente aumento da extração de matérias-primas e do consumo de energia, muitas vezes, de fontes não-renováveis.
A imitação é um item notável no consumismo. Algumas pessoas de classes sociais mais baixas e também algumas de classes mais altas possuem tendência a imitarem e ansiarem as posses de pessoas de maior representação social, como celebridades. Ou seja, a sociedade cria um padrão, que tende a ser seguido pelas pessoas. Alguns indivíduos, por exemplo, geralmente escolhem um corte de cabelo, roupas, sapatos e acessórios da moda com base em alguém famoso.

## Críticos
Desde o início do consumismo, várias pessoas e grupos propuseram um estilo de vida alternativo, como um modo de vida mais simples (simplicidade voluntária), consciência ecológica e o uso de horta em casa. Nem todos são contra o consumo, mas a favor do consumo consciente e levando em consideração os recursos naturais do nosso planeta. O problema não é do consumo, mas, da relação que os indivíduos estabelecem com ela. Esta relação comportamental pode ser totalmente doentia.
Os críticos citam que o consumismo aumenta o aquecimento global e o uso de recursos naturais de forma exagerada. Um estudo realizado pela Sociedade Americana de Ecologia chegou a conclusão que consumimos 30% a mais do que a Terra pode suportar.
Os opositores consideram o consumismo como forma de controle social na sociedade moderna, onde a compra de luxos e produtos desnecessários são meios usados pela sociedade para demarcar o papel e importância de uma pessoa na mesma, descartando outros meios de identificação, como personalidade e habilidades sociais.

### Thorstein Veblen
Os estudos de Thorstein Veblen consideram o consumismo (quando desnecessário) como forma de demonstrar a posição de uma pessoa na sociedade na qual vive.
| “ | As pessoas diminuem seu conforto ou necessidades para que possam parecer bem vestidas. | ” |

### Silas Santos Silva
Para o economista Silas Santos:
| “ | O problema não é do consumo, mas, da relação que os indivíduos estabelecem com ela. Esta relação comportamental pode ser totalmente doentia. | ” |

### Victor Lebow
Em 1955, o economista Victor Lebow comentou:
| “ | Nossa economia produtiva requer que o consumo se torne nosso modo de vida, a convertermos o ato de comprar e usar bens como rituais, que tenhamos satisfação pessoal e espiritual ao consumirmos. Precisamos consumir, queimar, substituir e descartar em uma velocidade muito rápida. | ” |

### Henry Ford e Frederick Winslow Taylor
Henry Ford e outros líderes da indústria entenderam que a produção em massa significa consumo em massa. Frederick Winslow Taylor fundou a teoria taylorista, mudando a organização dos trabalhadores das empresas para aumentar a produtividade.

### Warren Hern
Em um artigo publicado em 2009 na revista americana New Scientist, o epidemiologista Warren Hern comentou:
| “ | Nosso inconsciente é guiado pelo instinto de sobrevivência, de dominação e expansão... um impulso que nos leva a pensar que o consumismo é a resposta para tudo, e, no tempo certo, diminuirá todas as desigualdades no mundo. | ” |

### Christine Frederick
A economista Christine Frederick comenta que o único modo de sairmos de um baixo padrão de vida é consumindo livremente.

### Jorge Majfud
O professor de literatura inglesa Jorge Majfud cita que Tentar diminuir a poluição sem diminuir o consumo é como combater o tráfico de drogas sem reduzir a dependência da mesma.

### Benito Muros
Consumidores conscientes tem se preocupado com a obsolescência programada dos produtos. Benito Muros, presidente da SOP ("Sem Obsolescência Programada") desenvolveu uma lâmpada de longa durabilidade. Esta invenção foi inspirada na lâmpada Centennial Bulb, que está em funcionamento desde 1901. Por causa de sua invenção, Muros vem recebendo ameaças.

## Os comportamentos de compra.

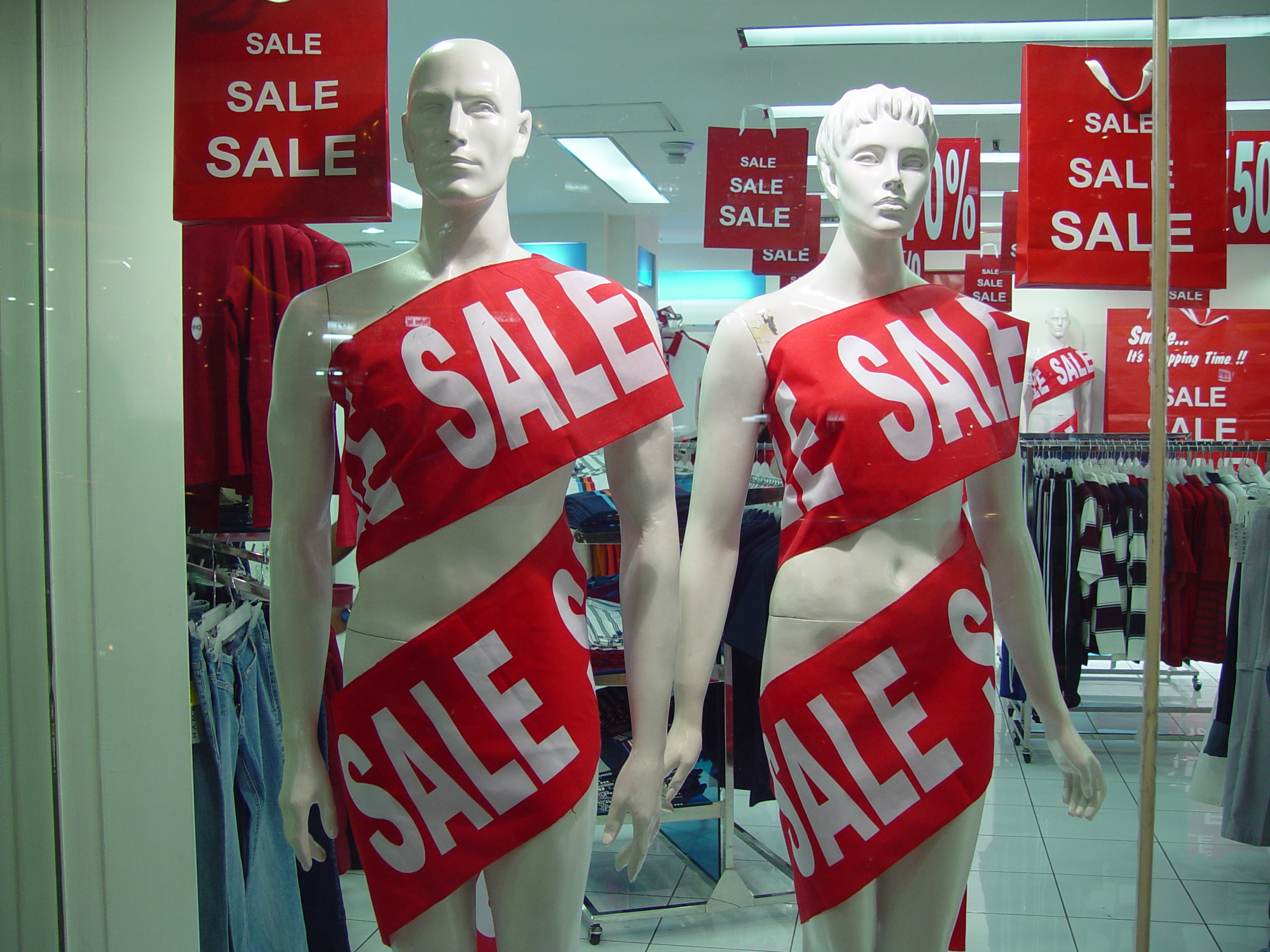
Liquidação

Promoção

Segundo psicossociólogos, os consumidores tem o seguinte comportamento na hora de comprar um produto:
- Racional: O consumidor sabe o que quer comprar e compara preços. Às vezes influencia-se pela promoção e pela publicidade, mas o resultado pode ser o oposto caso se sentir enganado;
- Impulsivo: O ato de comprar serve para canalizar o estresse, reforçado pelo próprio shopping center ou supermercado, produzindo uma sensação de prazer imediato;
- Compulsivo: Para esse tipo de comprador, a necessidade de comprar é comparável à de um viciado em drogas. Para os psiquiatras, trata-se de um sintoma de uma desordem emocional. O consumo se dá como uma forma de compensar um vazio, de sentir-se acompanhado, ainda que seja por um objeto, ou seja ver as empresas que participam de programas sustentáveis.

Há também todo um processo de estimulo dos sentidos das pessoas que se dá no processo de compra. Para algumas pessoas o estímulo é visual, quando estas veem algo e querem possuí-lo, já outras têm o estimulo olfativo, e por fim o auditivo.

## Tipos de consumidores

### Consumidor individualista
O consumidor individualista é aquele que está preocupado com seu estilo de vida pessoal. Nesse caso compra pelo desejo e prazer de ter o que quer.

### Consumidor eficiente
O consumidor consome de modo eficiente, cuidando do seu bolso e do seu gosto. Costuma pesquisar preços antes da compra e zela pela qualidade dos serviços e produtos que consome.

### Consumidor consciente
O consumidor acredita na possibilidade de contradanças locais e planetárias por meio distribuir para muitos e seu ato de consumo.

### Consumidor responsável
O consumidor leva em consideração as informações recebidas sobre produtos e empresas. Sendo assim, não compra um produto se receber a informação dizendo, por exemplo, que ele ou empresa que o produz prejudicam o meio ambiente.

### Autores que abordam o consumismo
- Gilles Lipovetsky
- Jean Baudrillard